# Чистяков, Михаил Сергеевич
Михаил Сергеевич Чистяков (1930 — 2008) — плотник Чуноярского строительного управления № 49 треста Красноярсклесстрой, Красноярский край, Герой Социалистического Труда.

## Биография
Родился 16 ноября 1930 года в Идринском районе Красноярского края. 
С ранних начал работал в колхозе имени «Клима Ворошилова», в том числе и в годы Великой Отечественной войны, за что был удостоен медали за свой труд. С 1952 по 1955 годы служил Советской армии — в десантных войсках в Амурской области. В 1960 году приехал в Богучанский район и был принят рабочим в Пинчугский стройучасток СУ-38; в 1962 году — переведен в Чуноярский СУ-49 бригадиром Осиновского стройучастка. Бригада, возглавляемая Чистяковым, занимала призовые места среди бригад треста «Красноярсклесстрой», а также во Всесоюзном социалистическом соревновании. Был членом КПСС, избирался секретарем 
Умер 2 апреля 2008 года.  
Место захоронения: п. Чунояр, Богучанского района, Красноярского края.  

## Награды
- В 1971 году Михаилу Сергеевичу Чистякову было присвоено звание Героя Социалистического Труда с вручением золотой медали «Серп и Молот».
- Также был награждён медалями, в числе которых «За доблестный труд в годы Великой Отечественной войны».